# Département des recherches archéologiques subaquatiques et sous-marines
Le Département des recherches archéologiques subaquatiques et sous-marines (Drassm) est un service de la direction générale des patrimoines et de l'architecture du ministère de la Culture français, créé par André Malraux, ministre d'État, chargé des Affaires culturelles, le 30 septembre 1966 et consacré à l'archéologie subaquatique et sous-marine.

## Historique

### Prémices
Le 30 septembre 1966, le ministre des Affaires culturelles André Malraux crée par décret la Direction des recherches archéologiques sous-marines (DRASM), qui devient le Département des recherches archéologiques sous-marines en 1991.
Parallèlement le Centre national de la recherche archéologique subaquatique (CNRAS) est créé le 23 janvier 1980 à Annecy pour étudier le patrimoine culturel enfouis dans les eaux intérieures, sous la direction d'Aimé Bocquet, préhistorien spécialiste des Alpes, puis d'André Marguet.
Par l'arrêté du 4 janvier 1996 les deux organismes fusionnent et deviennent le Département des Recherches archéologiques subaquatiques et sous-marines (DRASSM).

### Le Drassm
Implanté à Marseille, le Drassm relève du service du patrimoine, au sein de la direction générale des patrimoines et de l'architecture du ministère de la Culture.
Ce département devient service à compétence nationale par l'arrêté du 16 décembre 1998.
En 2009, le Drassm quitte ses locaux historiques au sein du fort Saint-Jean de Marseille, désormais affecté au MUCEM, et s'installe au port de l'Estaque.
En 2012, l’André Malraux prend le relais de l'Archéonaute, navire emblématique du service, qui avait été désarmé en 2005 après 38 ans de service. Ce navire de 36 mètres de long et 285 tonnes a été inauguré le 24 janvier, en présence du ministre de la Culture Frédéric Mitterrand et de Florence Malraux, fille de l'écrivain-ministre éponyme.
En 2018, la construction d'un second navire hauturier qui prendra le nom d'Alfred Merlin, est décidée lors du Comité interministériel de la mer 2018 présidé par Édouard Philippe afin de mieux couvrir le domaine maritime français, y compris ultramarin. La construction est lancée au printemps 2019 après une série d’études menées avec plusieurs partenaires industriels français qui ont été couronnées par un soutien financier fort de L’État via l’ADEME dans le contexte de son appel à projet « Les navires du futurs ». Le navire est inauguré le 2 juillet 2021 à Marseille par  Roselyne Bachelot-Narquin , ministre de la Culture, en présence d'Annick Girardin, ministre de la Mer et de  Denis Robin, secrétaire général de la Mer. Il entre en service en janvier 2022.
L'armement des deux navires hauturiers est dès lors confié à la société Bourbon Offshore Surf.

## Missions
Le Drassm délivre les autorisations de prospection et de sondage et il contrôle les opérations de fouilles préventives et programmées dans le domaine public maritime (DPM).
Il assure l’inventaire (recensement et expertise) du patrimoine archéologique subaquatique et sous-marin et alimente la carte archéologique nationale. Le Drassm est compétent sur l'ensemble des eaux sous souveraineté et juridiction française, au large des côtes de l'Hexagone et des collectivités d'outre-mer dans lesquelles les dispositions du Code du patrimoine concernant l'archéologie sont applicables. Il assure en particulier les dispositions sur les biens culturels maritimes (BCM).
Depuis sa création, plus de 1.500 sites archéologiques, datant de la Préhistoire à nos jours, ont pu être fouillés.
Il gère le mobilier culturel qui lui est remis ou qu’il découvre et assure sa conservation et sa mise en dépôt dans les musées. À cette fin, une cellule de conservation préventive a vu le jour en 2010.
Le Département assure un volet de formation auprès des futurs archéologues professionnels (codirection du master MoMarch). Il diffuse également ses recherches par la publication, chaque année, de son bilan scientifique et sa participation à des manifestations: expositions, colloques, conférences, journée du DRASSM, journées européennes de l’archéologie, journées européennes du patrimoine.